# Ass to mouth
Pour les articles homonymes, voir A2M et ATM.

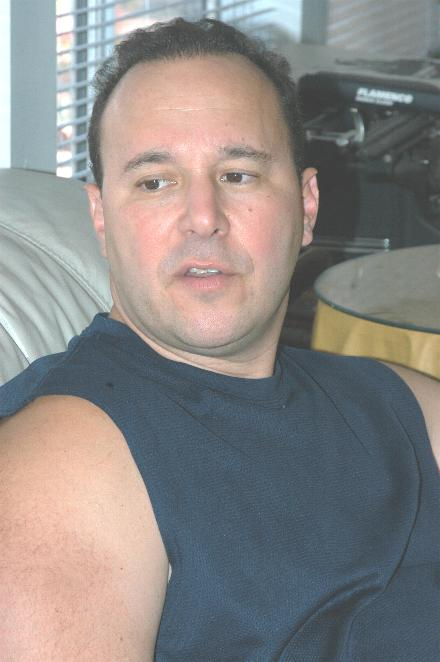
, un des promoteurs de cette pratique dans ses productions gonzo des années 2000.

L'expression anglaise « ass to mouth » (aussi écrite « ass-to-mouth » ou abrégée par les sigles A2M, ou ATM), parfois traduite en français par « (du) cul à la bouche »,, désigne une pratique sexuelle dominatrice constituée d'une pénétration anale directement suivie d'une pénétration buccale.
Cette pratique, qui reste minoritaire, a été popularisée dans les années 2000 par l'industrie pornographique.

## Description
Le « ass to mouth » consiste à enchaîner une pénétration anale directement suivie d'une pénétration buccale avec le même organe ou objet, sans que cet organe ou objet ait été nettoyé ou modifié entre-temps. Lorsque c'est le pénis qui est utilisé, il s'agit donc d'une sodomie suivie d'une fellation. Le transfert peut se faire de l'anus d'une personne à la bouche de la même personne ou à celle d'un autre individu,,. Avec utilisation d'un jouet sexuel, cet acte peut aussi se retrouver dans des rapports lesbiens.
Un lavement préalable du ou de la partenaire (nettoyage du rectum) est généralement pratiqué, de sorte que cette pratique ne soit pas scatophile, et donc éviter l'apparition de matière fécale à l'écran. Cela ne garantit toutefois pas l'absence de conséquences sur l'hygiène et la santé.
Une pratique proche est appelée « ass to pussy » (abrégée en ATP ou A2P ; littéralement « du cul à la chatte »), qui consiste en l'insertion du pénis directement dans le vagin après une sodomie. Cette pratique présente un risque important de contamination de la flore vaginale par la flore intestinale, malgré un lavement préalable.

## Historique et évolution dans l'industrie pornographique

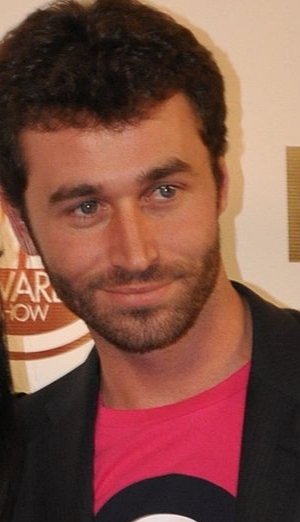
James Deen, exemple d'acteur X ayant tourné des scènes de « ass to mouth ».

Le « ass to mouth » est devenu une pratique courante dans la pornographie. Il a été popularisé dans les années 2000 par les films pornographiques américains.
On trouve toutefois trace de telles pratiques dans les milieux queer des années 1960 dans le cadre de performances d'avant-garde de type happenings.
L'expression anglaise « ass to mouth » est attestée au moins depuis 1997 dans une interview du réalisateur de films pornographiques Jim Holliday (en), et le sigle A2M au moins en 2005 dans The AVN Guide to the 500 Greatest Adult Films of All Time édité par Adult Video News.
Selon le féministe anti-pornographie Robert Jensen, le « ass to mouth » est l'un des actes devenus courants avec la pornographie gonzo à partir du début des années 2000 avant de se propager dans la production pornographique plus mainstream. Elle se retrouve par exemple dans les films impliquant l'acteur X James Deen. S'il n'a pas initié cette évolution de plus en plus hardcore de la production pornographique américaine, Mitchell Spinelli (en) y a activement participé en créant sa société Acid Rain Productions en 2003. La même année, Acme Anderson écrit déjà dans Adult Video News que les scènes de « ass to mouth » sont courantes et que la pornographie hardcore est rapidement devenue la norme alors que les doubles pénétrations étaient encore considérées comme la limite la plus hardcore au milieu des années 1990.
Les scènes de « ass to mouth » sont souvent filmées en plan-séquence pour insister sur la continuité de l'acte entre l'anus et la bouche. Cette façon de filmer se retrouve au moins dès 2006 dans la vidéo pornographique Elastic Assholes 5, réalisée par Mike John (en), qui propose plusieurs scènes utilisant cette pratique.
En 2010, une étude dirigée par Ana J. Bridges confirme la banalisation de pratiques violentes dans la pornographie et montre que, parmi les meilleures ventes de films X répertoriées par Adult Video News sur une période de six mois, 41% des scènes contenaient un acte de « ass to mouth ».
La pratique de l'A2M va également de pair avec la banalisation de scènes lesbiennes dans les productions mainstream, qui ne tient pas compte de l'orientation sexuelle réelle des actrices impliquées. Ainsi, les actrices pratiquent souvent le « ass to mouth » ou d'autres pratiques parmi les plus hardcores (comme le fist-fucking ou l'ondinisme) dans des scènes de triolisme entre deux femmes et un homme (ou d'autres scènes de groupe), ou dans des scènes lesbiennes avec utilisation d'un godemichet ou autre jouet sexuel.
Cet acte sexuel est également présent dans la pornographie gay.

## Critiques

### Influence comportementale et condition féminine
Les critiques sur les aspects comportementaux portent avant tout sur la pratique dans le cadre de rapports hétérosexuels et sur la dégradation des partenaires féminines.
L'enseignante-chercheuse Chyng Sun, auteure du documentaire The Price of Pleasure: Pornography, Sexuality & Relationships en 2008, cite cet acte comme exemple de l'influence de la pornographie sur les comportements et fantasmes des hommes. Elle estime que cette pratique sexuelle est devenue « courante » et la qualifie de « très dégradante » pour les femmes. Elle note toutefois, en s'appuyant sur les recherches qu'elle a faites, « qu'au fond, les hommes comprennent que les femmes ne veulent pas s'adonner à ces pratiques ».
La sociologue et féministe anti-pornographie Gail Dines, dans son ouvrage Pornland: How Porn Has Hijacked Our Sexuality en 2010, considère que c'est « probablement l'acte le plus dégradant dans la pornographie contemporaine ». En étudiant des discussions entre amateurs de scènes d'A2M, Dines explique que ceux-ci apprécient le caractère humiliant et déshumanisant de la pratique.
D'autre part, l'aspect dégradant de cet acte est accompagné de sous-entendus racistes dans le milieu de la prostitution, où il est parfois désigné par l'expression « à l'espagnole ».

### Problèmes d'hygiène et de santé
De par la continuité indirecte entre les deux extrémités du tube digestif qu'elle induit, alors que ceux-ci devraient être clairement préservés de tout contact pour des raisons d'hygiène, cette pratique entraîne certains risques, en particulier l'auto-contamination par des protozoaires ou parasites intestinaux, fongiques, bactériens, amibiens, viraux et, dans une moindre mesure, peut relancer ou prolonger une infection.
Cette dangerosité et ce manque d'hygiène sont reconnus au sein même de l'industrie pornographique. L'actrice X Adriana Chechik explique que des précautions sont prises avant le tournage d'un tel acte mais que le lavement préalable ne garantit pas la propreté. Elle estime que la rapidité de l'acte permet sans doute d'éviter de penser aux risques et aux aspects désagréables liés à un manque de propreté.

## Références dans la culture populaire

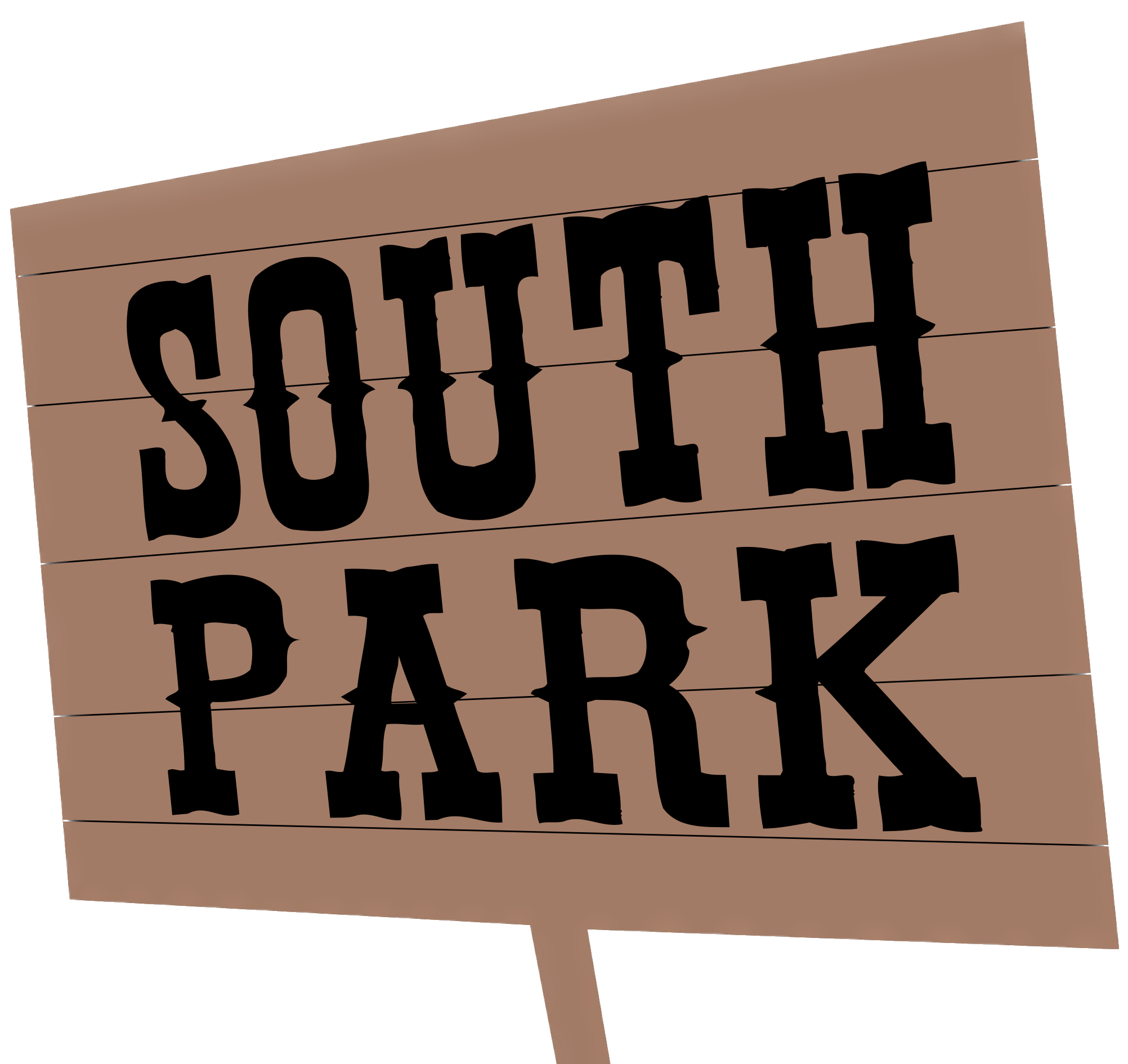
La série animée South Park est l'une des productions non pornographiques à faire référence à cette pratique.